# ساعت کرملین

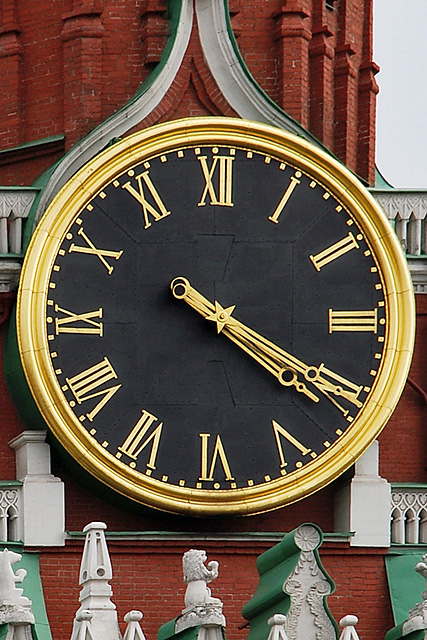
ساعت کاخ کرملین مسکو

ساعت کرملین (روسی: Кремлёвские часы، ت. «Kremlyovskiye chasy») یا زنگ کرملین (روسی: Кремлёвские куранты، ت. «Kremlyovskiye kuranty» (که در غرب به صورت محاوره‌ای با نام برج ساعت مسکو نیز شناخته می‌شود) یک ساعت تاریخی در برج اسپاسکایا در کاخ کرملین مسکو است. صفحه ساعت بالای دروازه‌های اصلی میدان سرخ قرار دارد. برای دهه‌ها، زنگ‌ها روی ربع ساعت به صدا درمی‌آمدند و ناقوس‌ها برای هر ساعت کامل به صدا درمی‌آمدند.

## تاریخ اولیه

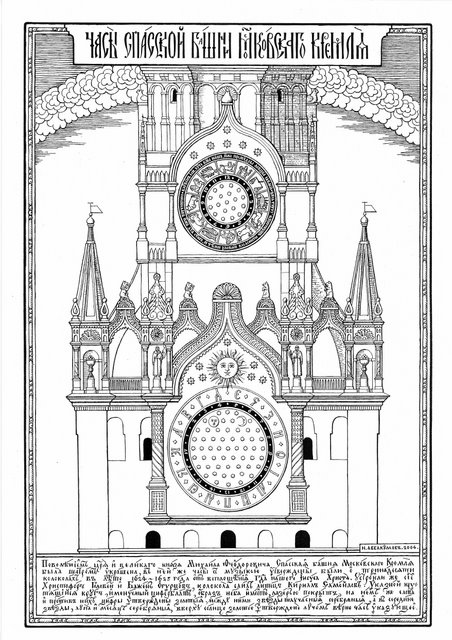
نموداری از قدیمی‌ترین شکل شناخته‌شدهٔ ساعت

صفحه ساعت برج اسپاسکایا قبلاً به ۱۷ قسمت مساوی تقسیم می‌شد که هر کدام مربوط به یک ساعت از نور روز در طولانی‌ترین روز سال، یعنی انقلاب تابستانی، بود. این ساعت تصویری از خورشید را داشت که در قسمت بالایی و مرکزی صفحه ساعت، بالای صفحه نمایش، معلق بود و عقربه ساعت‌شمار «ثابت» آن به شکل پرتوی کشیده از نور خورشید، ساعت‌ها را نشان می‌داد. صفحه ساعت با اعداد سیریلیک برچسب‌گذاری شده بود و در جهت خلاف عقربه‌های ساعت می‌چرخید. اندازه حروف حدود ۷۱ سانتیمتر (۲۸ اینچ) بود. بلند (یک آرشین)، ریخته‌گری شده از برنج و پوشیده شده با ورق طلا. صفحه ساعت نقاشی برج اسپاسکایا در سمت راست، ساعت چهار و نیم را نشان می‌دهد.
در سال ۱۵۸۵، ساعت‌هایی در سه دروازه کرملین، برج‌های اسپاسکایا، تاینیتسکایا و ترویتسکایا، مورد استفاده قرار می‌گرفتند که نمونه‌ای از استفاده از ساعت در اوایل قرن شانزدهم است. همچنین از سال‌های ۱۶۱۳ تا ۱۶۱۴ به وجود ساعتی در برج نیکولسکایا اشاره شده است. در سال ۱۶۱۴، ساعت برج فرولووسکایا توسط نیکیفورکا نیکیتین نگهداری می‌شد. در سپتامبر ۱۶۲۴، برخی از ساعت‌های قدیمی زمان جنگ به صومعه تغییر شکل عیسی یاروسلاول فروخته شد.
در سال ۱۶۲۵، تحت رهبری مهندس و ساعت‌ساز اسکاتلندی کریستوفر گالووی، ساعت‌سازان روسی ژدان، پسرش شومیلو ژدانوف و نوه‌اش الکسی شومیلوف، ساعت جدید را تکمیل کردند. سیزده زنگ برای مکانیزم ساعت توسط آهنگر سیریل ساموئیلوف ریخته‌گری شد. ساعت‌ها در آتش‌سوزی سال ۱۶۲۶ سوختند، اما بعداً توسط گالووی بازسازی شدند. در سال ۱۶۶۸، ساعت‌ها برای «پخش موسیقی» در ساعت، هنگام طلوع و غروب خورشید، با استفاده از مکانیزم‌های ویژه، مورد بازسازی قرار گرفتند.

## تاریخچه
در سال ۱۷۰۶، ساعت جدیدی نصب شد. این ساعت توسط پتر کبیر از هلند خریداری شد، با ۳۰ واگن از آمستردام به مسکو منتقل و توسط ساعت‌ساز اکیم گارنوف نصب شد. صفحه ساعت دارای یک صفحه ۱۲ ساعته بود. ساعت جدید، با کمی وقفه، تا اواسط قرن نوزدهم مورد استفاده قرار گرفت. در سال ۱۷۳۷ در اثر آتش‌سوزی آسیب دید و تا سال ۱۷۶۷ بازسازی نشد. از سال ۱۷۷۰، ملودی آلمانی «اوه، تو آگوستین عزیز» را پخش می‌کرد. در جریان آتش‌سوزی مسکو در سال ۱۸۱۲، ساعت دوباره آسیب دید.
ساعت مدرن کرملین در سال ۱۸۵۱ توسط برادران بوتنوپ در مسکو بازسازی شد. برای داشتن زنگ‌های دلنشین‌تر، ۲۴ ناقوس از برج‌های ترینیتی و بوروویتسکایا برداشته شده و به برج اسپاسکایا منتقل شدند. بیشتر کارهای مرمت خود برج همزمان با نظارت معمار گراسیموف انجام شد. کف فلزی، پله‌ها و پایه ساعت طبق نقشه‌های معمار روسی کنستانتین تون، طراح کلیسای جامع مسیح منجی، ساخته شدند. از آن به بعد، ناقوس‌ها در ساعت ۱۲ و ۶ بعد از ظهر «مارش هنگ پرئوبراژنسکی» را می‌نواختند، در حالی که در ساعت ۳ و ۹ بعد از ظهر سرود «چه باشکوه است پروردگار ما در صهیون» اثر دیمیتری بورتنیانسکی را پخش می‌کردند. در ابتدا، سرود ملی «خدا تزار را حفظ کند!» پیشنهاد شد، اما تزار نیکلاس اول آن را ممنوع کرد و اظهار داشت که «ناقوس‌ها می‌توانند هر آهنگی را به جز سرود ملی بنوازند». در سال ۱۹۱۳، برای سیصدمین سالگرد سلسله رومانوف، ساعت دوباره بازسازی شد.
در ۲ نوامبر ۱۹۱۷، در جریان یورش بلشویک‌ها به کرملین، ساعت مورد اصابت گلوله قرار گرفت و از کار افتاد. یکی از عقربه‌ها شکست و مکانیسم کنترل چرخش عقربه‌ها آسیب دید. ساعت تقریباً به مدت یک سال از کار افتاد. در اوت-سپتامبر ۱۹۱۸، به دستور لنین، ساعت‌ساز، ن. بهرنس، آن را تعمیر کرد. با سختی فراوان، یک ساعت جدید ۳۲ کیلوگرم (۷۱ پوند)آونگ از سرب روکش طلا ساخته شده بود. به دستور دولت جدید، هنرمند و موسیقیدان میخائیل چرمنیخ مأمور شد تا موسیقی انقلابی جدیدی برای پخش توسط ساعت بسازد. این ساعت ظهر سرود انترناسیونال و نیمه شب آهنگ «تو قربانی شدی» را پخش می‌کرد.
در سال ۱۹۳۲ ساعت کرملین دوباره بازسازی شد. یک صفحه جدید، کپی دقیقی از صفحه اصلی، نصب شد. قاب، اعداد و عقربه‌ها با طلا پوشانده شدند (۲۸) کیلوگرم طلا در مجموع). استفاده از نشان انترناسیونال تنها چیزی بود که بدون تغییر باقی ماند. با این حال، از سال ۱۹۳۸ ناقوس‌ها بی‌صدا بودند و هیچ آهنگی پخش نمی‌کردند. ساعت به سادگی ساعت‌ها و ربع ساعت‌ها را نشان می‌داد، زیرا یک کمیسیون ویژه تشخیص داد که صدای ناقوس‌های موسیقی رضایت‌بخش نبوده است، زیرا مکانیسم ناقوس فرسوده شده و یخبندان‌های فصلی صدا را به شدت تحریف کرده بودند.
در سال ۱۹۴۱، به‌طور خاص برای اجرای سرود انترناسیونال، یک درایو الکترومکانیکی ویژه نصب و بعداً برچیده شد. در سال ۱۹۴۴، به دستور ژوزف استالین، تلاش‌های ناموفقی برای تنظیم مجدد ساعت برای پخش سرود ملی جدید اتحاد جماهیر شوروی انجام شد.
بازسازی اساسی ناقوس‌ها و کل مکانیزم ساعت در سال ۱۹۷۴ انجام شد. این مکانیزم به مدت ۱۰۰ روز متوقف شد، کاملاً از هم جدا و بازسازی شد و برخی از قطعات قدیمی جایگزین شدند. با این حال، مکانیزم زنگ‌های موسیقی بدون بازسازی باقی ماند.
در سال ۱۹۹۱، پلنوم کمیته مرکزی تصمیم گرفت کار بر روی ناقوس‌های کرملین را از سر بگیرد، اما معلوم شد که آنها سه ناقوس کمتر از آنچه برای سرود ملی شوروی لازم بود، دارند. این مشکل دوباره در سال ۱۹۹۵ پیش آمد. «سرود میهنی» اثر میخائیل گلینکا به عنوان سرود ملی جدید تصویب شد. در سال ۱۹۹۶، در جریان مراسم تحلیف بوریس یلتسین، ساعت کرملین پس از ۵۸ سال سکوت، یک بار دیگر کوک شد. در غیاب چند ناقوس مورد نیاز برای اجرای سرود ملی، علاوه بر ناقوس‌ها، ضربات فلزی نیز نصب شد. در ظهر و نیمه‌شب، ناقوس‌ها «سرود میهنی» را می‌نواختند، در حالی که هر سه ساعت یکبار، ملودی گروه کر «شکوه، شکوه بر تو، روسیه مقدس!» از اپرای «زندگی برای تزار» (همچنین اثر گلینکا) را پخش می‌کردند. آخرین مرمت اساسی در سال ۱۹۹۹ پس از شش ماه برنامه‌ریزی انجام شد. عقربه‌ها و اعداد دوباره طلاکاری شدند. به جای «سرود میهنی»، ناقوس‌ها سرود ملی جدید روسیه را که در سال ۲۰۰۰ تصویب شده بود، پخش می‌کردند.

## پارامترهای فنی
قطر صفحه ساعت‌های کرملین ۶٫۱۲ متر (۲۰٫۱ فوت) است. و در هر چهار طرف برج اسپاسکایا قرار گرفته‌اند. اعداد رومی ۰٫۷۲ متر (۲٫۴ فوت) هستند. قد. طول عقربه ساعت ۲٫۹۷ متر (۹٫۷ فوت) است و عقربه دقیقه‌شمار ۳٫۲۷ متر (۱۰٫۷ فوت)وزن کل ساعت و زنگ‌ها ۲۵ است. این مکانیزم با ۳ وزنه به وزن‌های بین ۱۶۰ و ۲۲۴ کیلوگرم (۳۵۳ و ۴۹۴ پوند) کار می‌کند. . دقت توسط یک پاندول با وزن ۳۲ کیلوگرم (۷۱ پوند) حاصل می‌شود. . انتقال از زمان زمستانی به تابستانی به صورت دستی انجام می‌شد. ناقوس‌ها شامل زنگ‌هایی هستند که در بالای برج، درست بالای ساعت قرار دارند.

### زنگوله‌ها
ملودی که قبل از ضربه زدن شنیده می‌شود، به تنهایی یک بار در ربع ساعت اول، دو بار در نیم ساعت و سه بار در ربع ساعت سوم نواخته می‌شود. این عبارت چهار بار در یک ساعت کامل نواخته می‌شود و پس از آن ضربه‌ها نواخته می‌شوند. اعتقاد بر این است که این ملودی به عنوان "ناقوس‌های مالینوفسکی " شناخته می‌شود. معمولاً، یک آهنگ اضافی بعد از ملودی اصلی و ضربه‌ها، معمولاً هر سه ساعت، نواخته می‌شود.
ظهر، نیمه شب، ساعت ۶ صبح و ۶ بعد از ظهر، ناقوس‌ها سرود ملی را بعد از ساعت شروع پخش می‌کنند، در حالی که ساعت ۳ صبح، ۹ صبح، ۳ بعد از ظهر و ۹ بعد از ظهر، بخش کر «افتخار» از اپرای گلینکا به نام «زندگی برای تزار» پخش می‌شود. این ساعت دو بار در روز تنظیم می‌شود. ساعت اصلی با دست کوک می‌شد، اما از سال ۱۹۳۷، با استفاده از سه موتور الکتریکی این کار انجام می‌شود.
پیش از تصویب سرود ملی فدراسیون روسیه در سال ۲۰۰۰، در طول دهه ۱۹۹۰، گزیده‌ای از سرود میهن‌پرستانهٔ پسنیا توسط ناقوس‌ها پخش می‌شد.